# ماتيوز ليه
ماتيوز ليه (بالبولندية: Mateusz Lis) هو لاعب كرة قدم بولندي في مركز حراسة المرمى، ولد في 27 فبراير 1997 في Żary ‏ في بولندا. شارك مع منتخب بولندا تحت 18 سنة لكرة القدم ومنتخب بولندا تحت 19 سنة لكرة القدم ومنتخب بولندا تحت 21 سنة لكرة القدم. أما مع النوادي، فقد لعب مع لخ بوزنان وميدز ليجنيكا.

## وصلات خارجية
- ماتيوز ليه على موقع الاتحاد الأوربي (الإنجليزية)
- ماتيوز ليه على موقع قاعدة بيانات كرة القدم.إي يو (الإنجليزية)
- ماتيوز ليه على موقع Soccerway.com (الإنجليزية)